# Mandaguari Esporte Clube
O Mandaguari Esporte Clube (conhecido  como Leão do Norte e cujo acrônimo é MEC) é um clube brasileiro de futebol, da cidade de Mandaguari, no estado do Paraná.

## História
Fundado em 11 de abril de 1948, sua diretoria era composta por: Guilherme Spinguel (presidente}, Alvino Pereira (secretário) e  Luiz Dianin, Caetano Soares, Décio Medeiros Pulin, José Sespede, Milton Gonçalvez Campos e Wilson Varela. Seu primeiro técnico foi Francisco de Paula Teixeira, o Evaristo, que alcançou a marca dos primeiros 32 jogos seguidos sem sofrer nenhuma derrota.
Em 1960, sagrou-se campeão do "Norte Paranaense" e decidiu o campeonato paranaense com o Coritiba Foot Ball Club. O primeiro jogo da final foi em Mandaguari, com o resultado final de 1 x 1. No jogo em Curitiba, o clube foi derrotado por 4 x 0.
O clube licenciou-se das competições profissionais no final da década de 1960, mantendo mantendo o departamento de futebol somente para competições amadoras.

## Estádio
Sua casa, o estádio João Paulino Vieira Filho, foi construído e inaugurado em 1957. Anos depois, o local foi demolido e loteado para residências.

## Títulos

### Estaduais
- Vice-Campeonato Paranaense: 1960.[1]

### Outras Conquistas
- Campeonato do Norte Paranaense: 1960.[1]